# Droit sud-coréen
Le droit sud-coréen est le droit de tradition civiliste appliqué en Corée du Sud.

## Histoire

### Ancienne Corée
En ancienne Corée, la plupart des différends étaient réglés par des médiateurs de fait ou informels, tels que les plus âgés d'une communauté ou d'une famille, sans qu'il n'y ait de lien avec une juridiction.

### Indépendance
Toutefois, avec la modernisation de la Corée, les affaires augmentèrent jusqu'à atteindre 1 288 987 cas en 2006. Le système légal sud-coréen remonte à la première Constitution de la république de Corée et à la mise en place d'une Corée du sud indépendante. Durant l'existence de la république de Corée, la Constitution fut révisée plusieurs fois. La révision la plus récente, en 1987, marque le début de la Sixième République.
La loi d'organisation juridictionnelle, adoptée le 26 septembre 1949, créa un système judiciaire indépendant en trois parties.
La Constitution révisée de 1987 garantissait que les juges ne pourraient être révoqués de leurs fonctions qu'en cas d'empêchement, d'actes criminels ou d'incapacité. L'article 103 de la Constitution de 1987 codifie l'indépendance judiciaire en son article 103.

## Sources du droit

### Constitution
La Constitution est la loi fondamentale de la République.

### Droit international
L'article 6(1) dispose que les traités conclus et ratifiés conformément à la Constitution et les règles généralement reconnues de droit international ont le même effet que le droit domestique coréen.

### Législation
Le pouvoir législatif est confié au Gukhoe.

### Règlements
Les ministres peuvent adopter des ordonnances et des règlements.

## Sources

## Compléments